# Křižovatka Rahat
Křižovatka Rahat (hebrejsky מחלף רהט‎) je mimoúrovňová křižovatka, která spojuje silnici 6 se silnicí 40. Je pojmenována podle města Rahat, které se nachází v její blízkosti. Z této křižovatky se dálnice 6 odděluje od silnice 40. Dálnice 6 pokračuje směrem na jihovýchod, zatímco silnice 40 pokračuje na jih.

## Historie
V minulosti zde nebyla žádná mimoúrovňová křižovatka (a dokonce ani křižovatka). Křižovatka byla zřízena po rozšíření dálnice 6 na jih. Křižovatka byla slavnostně otevřena v roce 2016.